# L'Esquena d'Ase
L'Esquena d'Ase és una serra de l'Alta Ribagorça que fa de termenal entre els termes municipals del Pont de Suert, a l'Alta Ribagorça, Sopeira, de la mateixa comarca, però en terres d'administració aragonesa, i de Tremp, municipi del Pallars Jussà. Aquest darrer terme municipal absorbí el 1970 l'antic municipi ribagorçà d'Espluga de Serra, que incloïa l'enclavament d'Enrens i Trepadús, el límit sud-oest del qual és l'Esquena d'Ase.
Aquesta serra té l'inici, al costat de ponent, submergit en les aigües del Pantà d'Escales, de manera que el primer punt actualment visible és a 823,8 metres d'altitud. D'aquí va pujant fent ziga-zagues cap a ponent, fins enllaçat amb el Serrat de Curan a 2.548,5 metres d'altitud.